# Ga Yeokgok
Ga Yeokgok (Tiếng Hàn: 역곡역, Hanja: 驛谷驛) là ga tàu điện ngầm trên Tàu điện ngầm vùng thủ đô Seoul tuyến 1 ở Yeokgok-dong, Wonmi-gu, Bucheon-si, Gyeonggi-do. Tên phụ của nhà ga là Đại học Catholic và gần đó là khuôn viên của trường.

## Lịch sử
- 1 tháng 5 năm 1967: Kinh doanh bắt đầu như một ga tạm thời[2]
- 31 tháng 12 năm 1973: Hoàn thành xây dựng nhà ga
- 15 tháng 8 năm 1974: Được nâng lên thành ga chính với việc khai trương Tàu điện ngầm vùng thủ đô Seoul tuyến 1
- 6 tháng 8 năm 1983: Thăng cấp lên ga thường xuyên
- 1 tháng 12 năm 2009: Loại bỏ nhà ga bán vé đường sắt
- 4 tháng 12 năm 2012: Bị hạ cấp xuống trạm ga thời do chính sách cắt giảm nhân viên của ga.
- 20 tháng 6 năm 2022: Dịch vụ tốc hành của Tuyến Gyeongin bắt đầu

## Bố trí ga
| ↑ Onsu | ↑ Gaebong · Guro | Onsu ↓ |
| １     | \| ３            |        |
| ↑ Sosa | Bucheon ↓        | Sosa ↓ |

| 1 | ● Tuyến 1 | Địa phương                 | ← Hướng đi Uijeongbu · Dongducheon · Yeoncheon |
| 2 | ● Tuyến 1 | Tốc hành·Tốc hành đặc biệt | ← Hướng đi Gaebong · Guro · Yongsan            |
| 3 | ● Tuyến 1 | Tốc hành·Tốc hành đặc biệt | → Hướng đi Bucheon · Bupyeong · Dongincheon →  |
| 4 | ● Tuyến 1 | Địa phường                 | → Hướng đi Bucheon · Bupyeong · Incheon →      |

## Xung quanh nhà ga
- Đại học Catholic
- Đại học Yuhan
- Đại học Sungkonghoe
- Chợ Yeokgok Sangsang
- Chợ Yeokgok Nambu
- Trường tiểu học Bucheon Buan
- Trường tiểu học Bucheon Yangji
- Trường trung học nữ sinh Bucheon-dong
- Trường trung học cơ sở Bucheon-dong
- Trường tiểu học Bucheon-dong
- CGV Yeokgok
- Trung tâm phúc lợi hành chính Beoman-dong
- Trung tâm hỗ trợ thường trú Yeokgok 1
- Trung tâm hỗ trợ thường trú Yeokgok 2
- Trung tâm hỗ trợ thường trú Yeokgok 3
- Bưu điện Yeokgok
- Trường tiểu học Yeokgok
- Trường trung học cơ sở Yeokgok
- Trường trung học Yeokgok
- Homeplus chi nhánh Bucheon Sosa
- Starbucks chi nhánh ga Yeogok DT
- McDonald's chi nhánh ga Yeogok DT